# Ассоциация северокорейских граждан в Японии

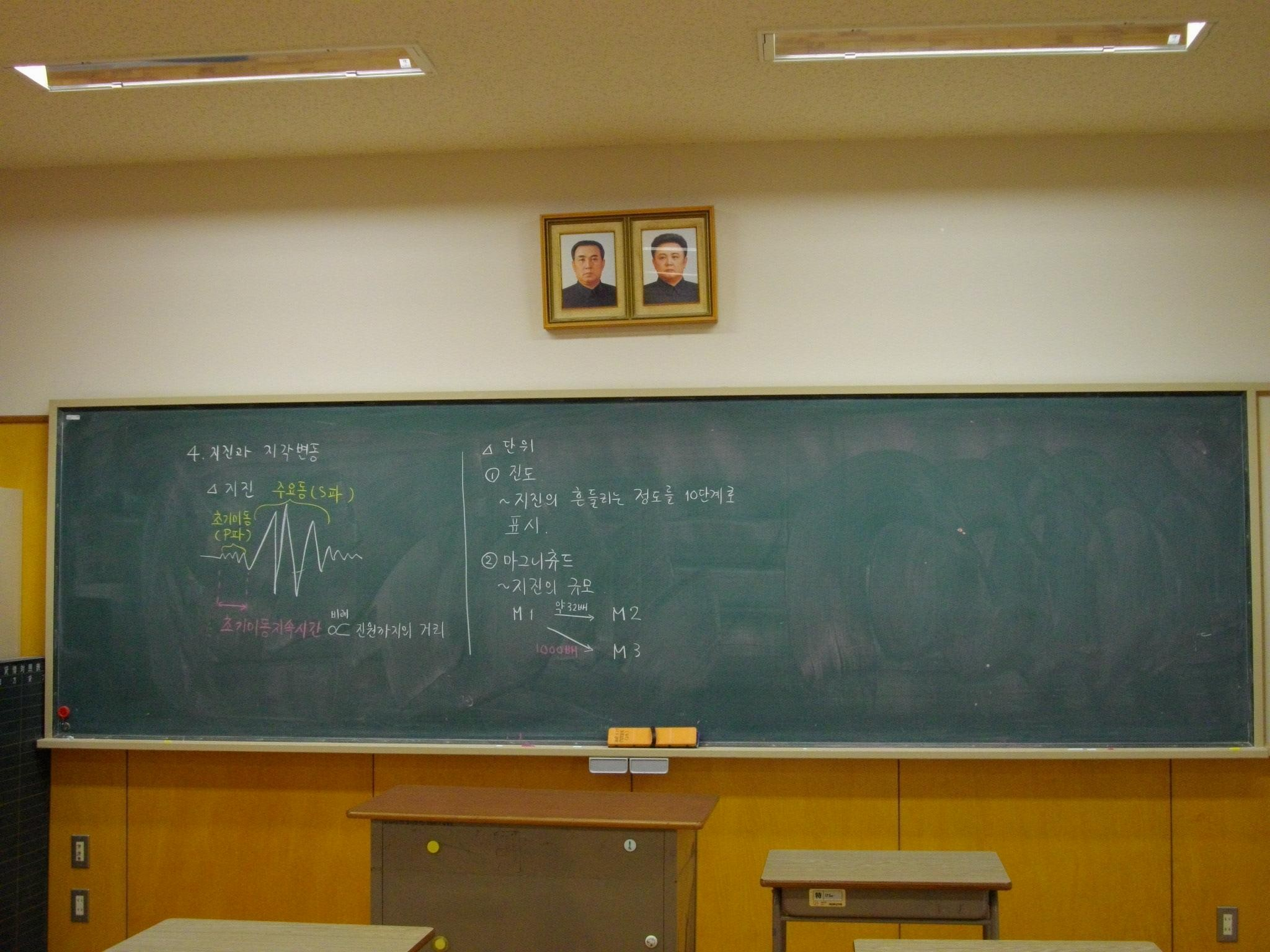
Классная комната корейской школы в Токио

Ассоциация северокорейских граждан в Японии (яп. 在日本朝鮮人総聯合会, кор. 재일본 조선인 총련합회, сокр. 조총련, Чочхоллён, иногда также Чхоллён) — общественная организация корейской диаспоры. Возникла в 1955 году, находится под контролем спецслужб КНДР. В связи с тем, что Япония отказывалась предоставлять японское подданство корейцам, насильственно вывезенным в метрополию во время Второй мировой войны, ассоциация Чочхоннён активно агитировала за то, чтобы те принимали северокорейское гражданство. В настоящее время Чочхоннён контролирует почти весь бизнес этнических корейцев в Японии, а кроме того — ряд корейскоязычных образовательных учреждений, где в обязательном порядке изучается идеология «чучхе». Под давлением Чочхоннён более 100 000 корейцев переехали из Японии в КНДР; вернуться обратно они не смогли. Политика, производимая Чочхоннён, официально называлось «гуманизмом и человеколюбием». Процесс репатриации продолжался вплоть до 1984 года с единичной паузой на три с половиной года. Часть из репатриантов была сослана в концлагеря. Однако валюта, которую пересылали и пересылают «репатриантам» оставшиеся в Японии родственники, служит одним из источников финансирования северокорейского режима.
Поскольку Япония официально не имеет дипломатических отношений с Северной Кореей, Чочхоннён фактически представляет интересы КНДР в Японии.